# André Pellenc
Pour les articles homonymes, voir Pellenc.
André Armand Pellenc, né le 23 avril 1899 à Paris 12e et mort le 12 avril 1991 à Louveciennes, est un réalisateur, acteur et scénariste français.

## Filmographie

### Directeur de production
- 1926 : L'Inconnue des six jours, de René Sti

### Assistant-réalisateur
- 1931 : Physiopolis / Ton corps au soleil, documentaire de Jean Dréville et George O'Messerly[2],[3]
- 1932 : Perfect Understanding / Le Parfait Accord, de Rowland V. Lee[4]
- 1932 : Rocambole, de Gabriel Rosca[5]

### Réalisateur

#### Longs métrages
- 1932 : Colette et son mari[6]
- 1933 : Une petite femme en or, d'après la pièce en 2 actes de Benjamin Lebreton et Saint-Paul[7]
- 1934 : Les Hommes de la côte, scénario de Mme Romilly, adaptation et dialogues d'Yvan Noé
- 1953 : La Tournée des grands ducs (+ scénario)

#### Courts métrages
- 1933 : Coquin de sort
- 1933 : Quand on a sa voiture (+ scénario)[8]
- 1933 : Le Relais d'amour, scénario de Marcel Chaussy
- 1933 : Mam'zelle Sécotine, d'après le vaudeville en 1 acte de Daniel Jourda[9]
- 1933 : Vedette improvisée[10]
- 1934 : Le Club des Fauchés, d'après la revue de Georgius
- 1935 : En avant la musique[11], scénario de Georges Dolley, musique de Georges Van Parys
- 1948 : Les Dupont sont en vacances
- 1952 : En avant le spectacle

#### Documentaires
- 1932 : Le Travail dans la cité[12]
- 1933 : Cinq millions à l'as[13]
- 1934 : Football, scénario de Jacques Mairesse[14]

### Scénariste
- 1933 : Quand on a sa voiture (+ réalisation)
- 1953 : La Tournée des grands ducs (+ réalisation)

### Acteur
- 1939 : Cas de conscience / Le Créancier, de Walter Kapps
- 1946 : Chemins sans loi, de Guillaume Radot : José
- 1955 : Mademoiselle de Paris, de Walter Kapps

### Coopérateur technique
- 1958 : Amour, Autocar et Boîtes de nuit, de Walter Kapps